# Mobiloperativsystem

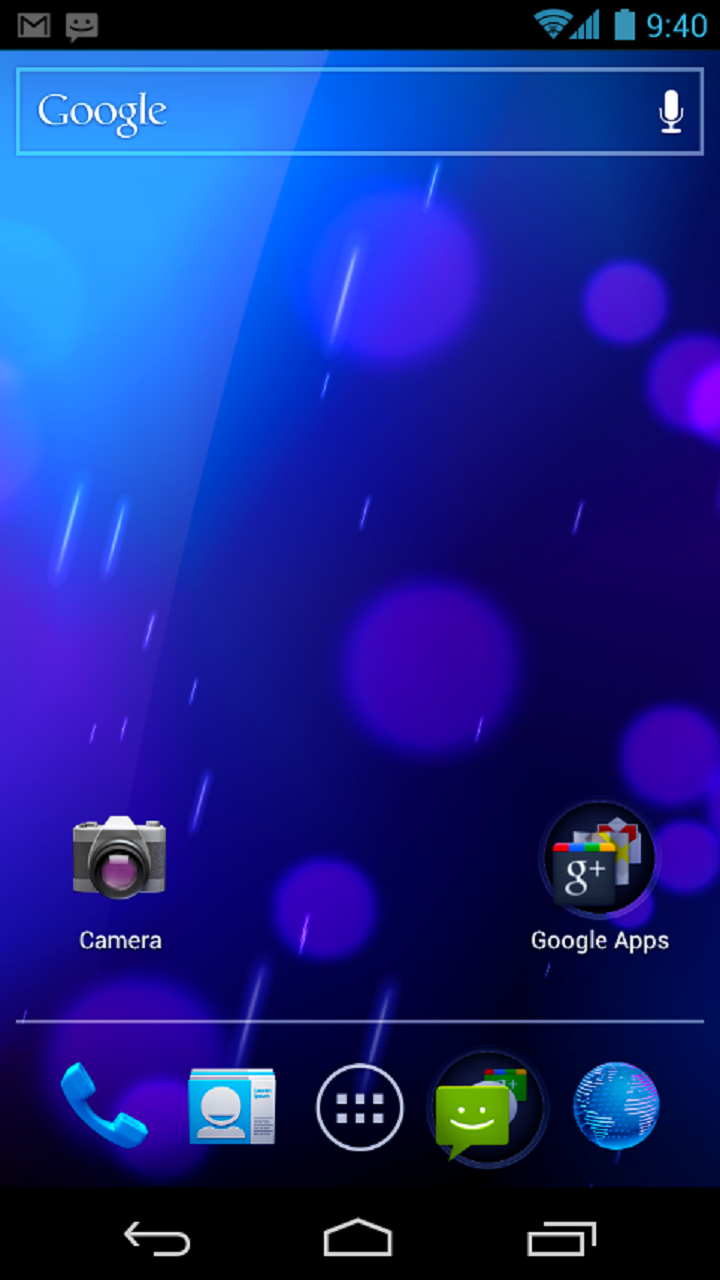
Skärmbild av Android, ett exempel på ett mobiloperativsystem.

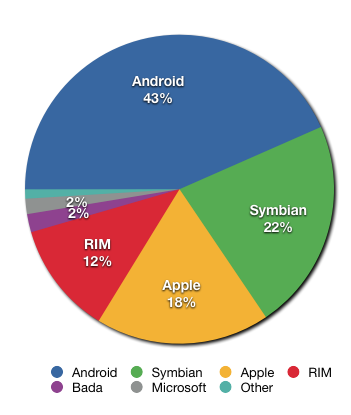
Andel av den globala smarttelefonförsäljningen till slutkund under andra kvartalet 2011 sorterat efter operativsystem, enligt Gartner.

Ett mobiloperativsystem är en programvara som utgör operativsystem till en smartphone, surfplatta, smartklocka, smart-TV, smart högtalare eller annan mobil enhet, på liknade sätt som att Windows, Linux eller Mac OS är operativsystem för en dator eller laptop. Vanligen innefattas inte operativsystem för handdatorer (PDA:er) som inte är mobiltelefoner i definitionen av mobiloperativsystem. Ett operativsystem möjliggör utveckling och installation av tredjepartsprogramvara, exempelvis mobila appar. Ett komplett mobiloperativsystem tillhandahåller filsystem och användargränssnitt, och möjliggör att man kan växla mellan flera aktiva applikationsprogramvaror (multikörning). Det erbjuder standardiserade programmeringsgränssnitt (API:er) som applikationsprogramvaran kan använda för att utnyttja operativsystemets funktioner och resurser. De flesta mobiloperativsystem är öppna system i bemärkelsen att de kan porteras till olika tekniska plattformar, fritt eller mot royalty.
En mobiltelefon som inte är en smartphone saknar ett komplett operativsystem, och har istället i allmänhet proprietär firmware. Emellertid kan en sådan mobiltelefon ändå tillåta mobilspel och andra enkla mobilappar, till exempel baserade på de standardiserade programmeringsgränssnitten Java ME och BREW. Dessa möjliggör dock inte appar som är lika kraftfulla och integrerade med telefonens användargränssnitt som vid ett komplett mobiloperativsystem, och tillåter inte multikörning.   
Exempel på mobiloperativsystem är Symbian, Microsoft Windows Mobile och Windows Phone 7, Google Android, Apple IOS samt Nokia Maemo. 

## Populära operativsystem
Android från Google inc.
Utvecklingen påbörjades av Android Inc. som senare blev uppköpt av Google år 2005.
Den första smartphone som kom med operativsystemet Android hette HTC Dream och presenterades den 23 september 2008 och släpptes den 22 oktober 2008 i USA och i början av 2009 i Sverige.
IOS från Apple
Första enheten med IOS operativsystemet är Iphone och släpptes 29 juni 2007. Operativsystemets tidigare namn var Iphone OS men byttes till IOS i samband med lanseringen av mobiltelefonen Iphone 4 och dess tillhörande operativsystem IOS 4.
Symbian från Symbian Foundation 
Symbian är ett operativsystem avsett främst för mobiltelefoner som den amerikanska konsultjätten Accenture vidareutvecklar från och med oktober 2011. Symbian utvecklades tidigare av Nokia (februari 2009–oktober 2011) och av Symbian Software Limited (1998–2009).
Windows Phone från Microsoft
Innan Windows Phone 7 lanserades var operativsystemet mer känt som Windows Mobile. 

## Jämförelse mellan olika mobila OS
Endast de senaste versionerna visas i tabellen nedan, trots att vissa versioner fortfarande finns på marknaden.
| Funktioner                       | IOS                                                            | Android                                                           | webOS                                                 | Windows Mobile | Windows Phone 7                                                  | BlackBerry OS | Symbian                                                                                      | Maemo                                                     | MeeGo                  | bada                        |
| -------------------------------- | -------------------------------------------------------------- | ----------------------------------------------------------------- | ----------------------------------------------------- | -------------- | ---------------------------------------------------------------- | ------------- | -------------------------------------------------------------------------------------------- | --------------------------------------------------------- | ---------------------- | --------------------------- |
| Företag                          | Apple                                                          | Open Handset Alliance (Google)                                    | HP/Palm, Inc                                          | Microsoft      | Microsoft                                                        | RIM           | Symbian Foundation                                                                           | Nokia                                                     | Linux Foundation       | Samsung                     |
| Aktuell version                  | 4.2.10 (CDMA Verizon iPhone), 5.0.1 (Alla andra IOS apparater) | 6.0.1 (Telefoner & Pekplattor)                                    | 2.1.2 (Telefoner) 3.0.2 (Pekplattor)                  | 6.5.3          | 7.10.7720.0                                                      | 6.0.0         | 9.5                                                                                          | 5.0                                                       | 1.1.2                  | 2.0                         |
| OS Familj                        | Mac OS/Unix-like                                               | Linux                                                             | Linux                                                 | Windows CE 5.2 | Windows CE 7                                                     | Mobilt OS     | Mobilt OS                                                                                    | Linux                                                     | Linux                  | Proprietär RTOS eller Linux |
| Processor- arkitektur            | ARM                                                            | ARM, MIPS, Power Architecture, x86                                | ARM                                                   | ARM            | ARM                                                              | ARM           | ARM                                                                                          | ARM                                                       | ARM, x86               | ARM                         |
| Programmerings- språk            | C, C++, Objective-C                                            | C, C++, Java                                                      | C                                                     | C++            | Many, .NET (Silverlight/XNA)                                     | Java          | C++                                                                                          | C/C++                                                     | C++                    | C++                         |
| Licens                           | Proprietär EULA förutom för öppna programvarukomponenter       | Fria och öppna program, förutom version 3 Honeycomb               | Fria och öppna program förutom stängda programmoduler | Proprietär     | Proprietär                                                       | Proprietär    | Eclipse Public License                                                                       | Fria och öppna program förutom stängda programkomponenter | Fria och öppna program | Proprietär                  |
| GPU Accelererad GUI              | Ja                                                             | 3.0+                                                              | Delvis (i Enyo applikationer)                         | Nej            | Ja                                                               | ?             | Ja                                                                                           | Ja                                                        | ?                      | ?                           |
| Officiella SDK plattform(ar)     | Mac OS X använder IOS SDK                                      | Linux, Mac OS X och Windows                                       | Linux, Mac OS X och Windows                           | Windows        | Windows                                                          | Windows       | Windows som använder Symbian SDK eller Linux, Mac OS X och Windows som använder Nokia Qt SDK | GNU/Linux                                                 | GNU/Linux och Windows  | Windows                     |
| Extra kostnader för att utveckla | Gratis ($99/år för att distribuera på App Store)               | Gratis ($25 engångskostnad för att erbjuda det på Android Market) | Gratis                                                | Gratis         | Gratis ($99/år för att erbjuda det på Windows Phone Marketplace) | ?             | Gratis (1€ engångsavgift för att erbjuda det i Ovi Store                                     | Gratis                                                    | Gratis                 | ?                           |
| Funktioner                       | IOS                                                            | Android                                                           | webOS                                                 | Windows Mobile | Windows Phone 7                                                  | BlackBerry OS | Symbian                                                                                      | Maemo                                                     | MeeGo                  | bada                        |